# 小行星100122
小行星100122（100122 Alpes Maritimes）是一颗绕太阳运转的小行星，为主小行星带小行星。该小行星于1993年8月19日发现。
該小行星以法國的濱海阿爾卑斯省命名。

## 轨道参数
小行星100122的轨道半长轴为479 622 118 km，3.2060302 UA，离心率为0.167。